# Toros Roslin

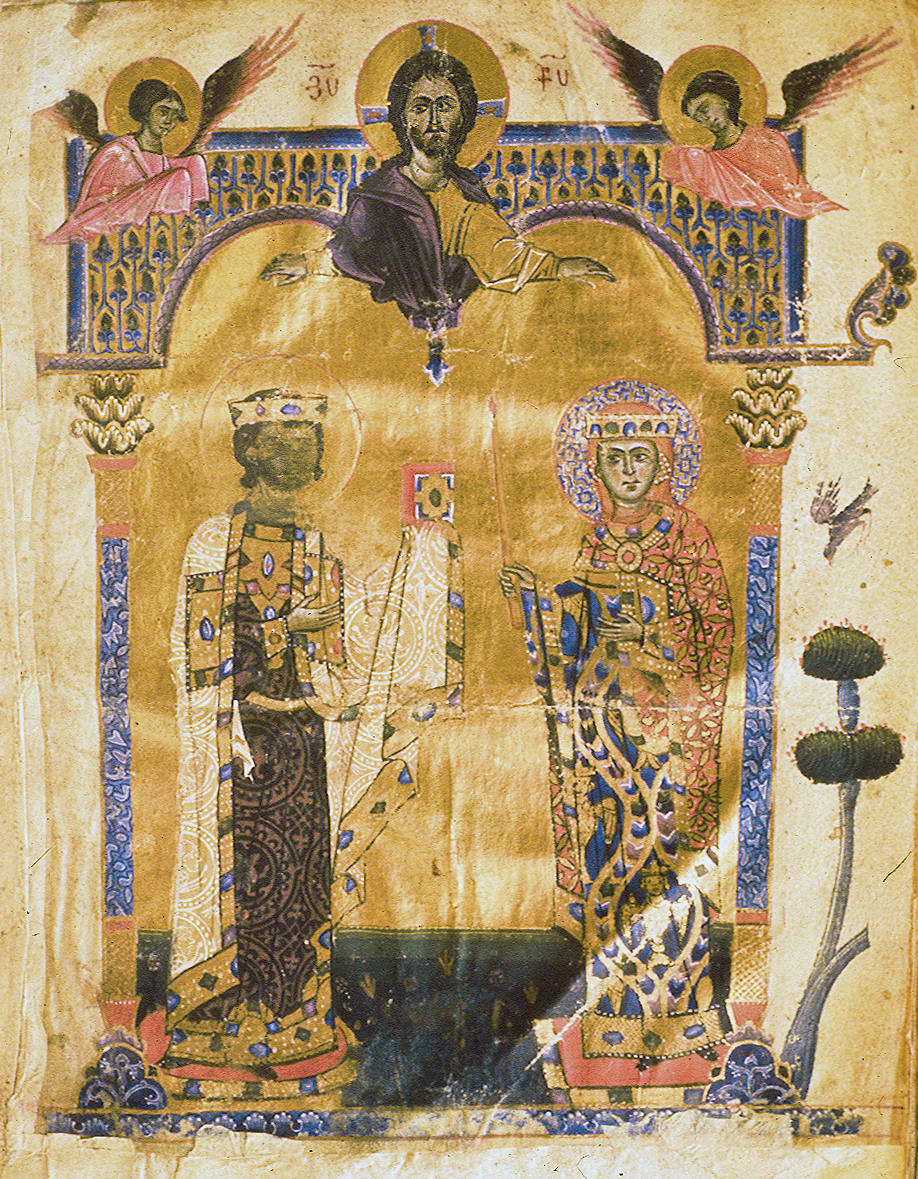
El rey León II de Armenia y su esposa la reina Keran, miniatura de un Evangelio de 1262, ms. 2660, Patriarcado Armenio de Jerusalén.

Toros Roslin (Թորոս Ռոսլին) (c.1210 - 1270) o (c.1216 - 1288) fue el más destacado pintor miniaturista armenio de la Edad Media.
Poco se conoce de su vida. Tomando en cuenta quienes fueron sus mecenas, puede afirmarse que trabajó en el Reino Armenio de Cilicia; también que tuvo hijos, pues los documentos mencionan un hijo adulto. De este último dato se deduce que habría sido sacerdote, pues un monje no hubiera tenido hijos y un laico no hubiera iluminado Biblias. Sus obras muestran alguna influencia bizantina y hasta italiana, por lo que algunos historiadores suponen que viajó al extranjero durante su juventud. Realizó un retrato de León II de Armenia cuando este era aún príncipe, alrededor de 1256. Trabajó también para el príncipe Vasak. Es conocido particularmente por sus obras religiosas, en especial las que ilustran el Nuevo Testamento.